# Luisana mia
Luisana mia (Luisana mía) è una telenovela venezuelana realizzata nel 1981 e articolata in 104 puntate da 30 minuti ciascuna. Il soggetto è di Ligia Lezama, madre dell'attrice protagonista, la regia di Humberto Morales. È stata prodotta dalla RCTV e distribuita da Coral.
È interpretata da Mayra Alejandra e Jean Carlo Simancas, nel ruolo dei protagonisti Luisana Narval e Juan Miguel Bernal.
In Italia è arrivata verso il 1984 ed è stata trasmessa esclusivamente da televisioni locali. Nonostante la diffusione su scala locale, la telenovela ha riscosso grandi consensi, diventando uno dei titoli più amati dai cultori del genere.

## Personaggi e interpreti
- Luisana Narval, interpretata da Mayra Alejandra, doppiata da Cinzia De Carolis.
- Juan Miguel Bernal, interpretato da Jean Carlo Simancas, doppiato da Eugenio Marinelli.
- Edmondo Bernal (in originale: Edmundo Bernal), interpretato da Carlos Marquez, doppiato da Dario De Grassi. Padre di Juan Miguel e grande oppositore delle scelte di vita della nuora.
- Vittoria Andrade (in originale: Victoria Andrade), interpretata da Herminia Martinez, doppiata da Sonia Scotti. Donna affascinante e astuta, da sempre innamorata di Juan Miguel.

## Trama
Racconta le vicende di Luisana, una ragazza giovane e bella, desiderosa di conciliare il lavoro con la vita privata, che lavora in una prestigiosa agenzia pubblicitaria. È sposata con Juan Miguel, un pilota di aerei, uomo immaturo, sessista e patologicamente geloso. I due hanno una bambina, Elita. Juan Miguel vorrebbe che la moglie si dedicasse esclusivamente alla cura della bambina e della casa e tralasciasse le sue ambizioni lavorative. Questa divergenza di opinioni porta la coppia a vivere separati.
Luisana è corteggiata da Thomas, un suo collega di lavoro, un ragazzo sensibile e gentile, che la sostiene nelle sue scelte di vita. Juan Miguel è geloso di questo rapporto e fa di tutto per convincere la moglie a licenziarsi. Un giorno, Luisana riceve la richiesta di divorzio da parte di Juan Miguel. Questa richiesta risale a un periodo precedente, ma il padre di Juan Miguel, con la complicità di Vittoria, innamorata del giovane, la utilizza per separare definitivamente la coppia. Luisana, stanca dell'immaturità del marito, gli concede il divorzio, destabilizzando l'uomo. Vittoria e il padre di Juan Miguel, faranno di tutto per ostacolare la riappacificazione, arrivando persino a convincere Juan Miguel a togliere la bambina alla moglie, facendo leva sulla gelosia di Juan Miguel, soprattutto perché Luisana ha accettato il corteggiamento di Thomas.
La lontananza da Luisana compromette l'equilibrio psichico di Juan Miguel, che verrà ricoverato in una clinica psichiatrica. Grazie a questo ricovero, l'uomo rifletterà sulla sua vita e sul suo rapporto con Luisana e, una volta ristabilitosi, farà di tutto per riconquistarla, ponendo le basi per un rapporto più maturo e rispettoso nei confronti delle legittime aspirazioni della moglie.